# Zuidelijke kamperfoelie-uil
De zuidelijke kamperfoelie-uil (Calliergis ramosa) is een vlinder uit de familie uilen (Noctuidae). De wetenschappelijke naam is voor het eerst geldig gepubliceerd in 1786 door Esper.
De soort komt voor in Europa.